# جوزيف بريفارد
جوزيف بريفارد هو محامي وقاضي وسياسي أمريكي، ولد في 19 يوليو 1766 في مقاطعة آيرديل في الولايات المتحدة، وتوفي في 11 أكتوبر 1821 في كارولاينا الجنوبية في الولايات المتحدة. نشط حزبياً في الحزب الجمهوري الديمقراطي. وقد انتخب عضو مجلس نواب كارولاينا الجنوبية ‏ وانتخب عضو مجلس النواب الأمريكي.